# Actinella fausta
Actinella fausta é uma espécie de gastrópode  da família Hygromiidae.
É endémica da Madeira.
Está ameaçada por perda de habitat.